# 汪見虹
汪 見虹（おう けんこう、ワン・ジィエンホン、汪见虹、1963年9月12日 - ）は、中国の囲碁棋士。河南省出身、中国囲棋協会所属、九段。全国囲棋個人戦優勝など。

## 経歴
洛陽市に生まれ、11歳で囲碁を学び、13歳で洛陽市の体育学校に進む。14歳で河南省の囲棋隊、集中訓練隊入り。1982年に四段認定。1983年国家囲棋隊入り。1984年の第1回日中スーパー囲碁で中国側一番手で登場、依田紀基に敗れる。1985年世界アマチュア囲碁選手権戦で、彭景華、陳嘉鋭、菊池康郎らを破り7戦全勝で優勝。同年国家体育委員会から体育運動一級奨章、1986年に体育運栄誉奨章を受ける。
1986年専業棋士となり、全国囲棋個人戦5位、1988年6位、1989年優勝。新体育杯戦で1989年リーグ入り。1990年富士通杯に中国代表として出場。1990-1991年十強戦リーグ入り。1991年八段、新体育杯戦リーグ入り。1993年大国手戦ベスト4。1994年天元戦で挑戦者決定戦に進出するが、馬暁春に敗れる。1995年友情杯戦リーグ入り。1996年九段。1997年、北京で汪見虹囲棋倶楽部を創設。1998年天元戦トーナメントベスト4。2001年中国囲棋協会訓練センター囲碁教師評会審査委員、棋王戦ベスト4。2005年北京華夏囲棋育苗発展センター理事長。
中国囲棋甲級リーグでは、1999年に河南三元チームで出場。棋士ランキングでは1998年20位、2004年71位。2000年から執筆している教材『階段囲棋歩歩高』シリーズは、全国各地囲碁育成訓練部門で使用され、2006年からはネット上の囲碁教室も開いている。

### タイトル歴
全国囲棋個人戦 1989年

### その他の棋歴
- 世界囲碁選手権富士通杯出場 1990年（×小林光一）
- 日中囲碁交流
  - 1985年 0-1（×坂田栄男）
  - 1989年 1-0（○小松英樹）
- 日中スーパー囲碁
  - 1984年 0-1（×依田紀基）
  - 1993年 0-1（×加藤充志）
- 宝勝電纜杯囲棋戦 準優勝 1996年
- 中国囲棋甲級リーグ戦
  - 1999年（河南三元）